# 2014년 동태평양 허리케인
2014년 동태평양 허리케인(2014 East Pacific Hurricane Season)은 2014년 동태평양에서 발생한 허리케인들을 기록한 문서이다. 동태평양 허리케인은 주로 5월 15일에서 11월 30일 사이에 발생하나, 연중 어느 때나 발생할 수 있다. 5월 22일 1호 허리케인 아만다를 시작으로 한 해 동안 동태평양에서 20개, 중태평양에서 2개의 열대성 저기압이 발생하였다.

## 활동한 허리케인

### 동태평양[1]

#### 제1호 메이저 허리케인 아만다
제1호 메이저 허리케인 아만다(Amanda, 01E)는 5월 19일, 미국 국립 허리케인 센터(NHC)에서는 Tehuantepec 만으로부터 남남서쪽에 있는 요란에 대해 모니터링하기 시작했다. 5월 22일 국제시 21시, 이 요란은 열대저기압으로 발달하면서 국제번호 01E가 부여된다. 그후 허리케인 아만다(Amanda)로 명명되어, 동태평양 허리케인 시즌이 시작되었다. 2등급 달성 후 6시간만에 4등급 허리케인을 달성하고, 그 후 6시간 뒤 135노트까지 달성한다. 5월 27일 국제시 0시, 허리케인 아만다는 2등급 허리케인으로 약화되었다. 하지만 5월 27일 국제시 6시, 아만다는 3등급 허리케인으로 다시 발달하며 가시광선 위성에서 눈이 포착되었다. 하지만, 그 후 지속적으로 약화되던 허리케인 아만다는 5월 29일경에 소멸된다. 허리케인 아만다는 인공위성의 도입 이후 5월 허리케인으로서는 가장 강한 허리케인이었다. 또한 2012년 허리케인 버드 이후 두 번째로 가장 이른 메이저 허리케인이기도 했다.

#### 제2호 열대폭풍 보리스
제2호 열대폭풍 보리스(Boris, 02E)는 6월 2일 미국 국립 허리케인 센터(NHC)에서 동태평양에서 활동하던 요란에게 열대저기압으로 격상시키고 국제번호 02E를 부여했다. 이 열대저기압은 열대폭풍 보리스(Boris)로 명명되었지만, 몇 시간 있으면 멕시코에 상륙 예정이어서 이미 육상마찰이 이루어지고 있었다. 이러한 상황인 보리스는 제대로 발달하지 못하고, 멕시코에 상륙하여 소멸되었다.

#### 제3호 메이저 허리케인 크리스티나
제3호 메이저 허리케인 크리스티나(Cristina, 03E)는 6월 초반미국 국립 허리케인 센터(NHC)는 몬순기압골 부근에서 생성된 저기압에 대해 모니터링하기 시작하였다. 이 저기압은 국제시 6월 9일 21시에 열대저기압으로 격상되었고, 그후 열대폭풍으로 발달하여 국제번호 03E, 허리케인 크리스티나 (Cristina)로 명명되었다. 허리케인 크리스티나는 열대폭풍의 세력으로 정체하다, 1등급 허리케인으로 발달하면서 1등급 허리케인에 달성한 뒤 24시간만에 3등급 메이저 허리케인에 달성하고, 6시간 뒤에는 4등급 메이저 허리케인까지 발달한다. 약 12시간동안 4등급을 유지하다, 그 후 계속 쇠퇴하게 되어 6월 15일에 소멸된다. 제3호 메이저 허리케인 크리스티나(Cristina)는 두 번째 메이저 허리케인으로서는 가장 이른 허리케인이었다.

#### 제4호 열대폭풍 더글라스
제4호 열대폭풍 더글라스(Douglas, 04E)는 6월 28일, 며칠 전부터 발생이 예고되어 있었던 저기압이 마침내 국제번호 04E를 부여받았다. 이 열대저기압은 6월 30일 오전 열대폭풍 더글라스(Douglas)로 명명되었다. 그러나 그 이후 낮은 수온과 건조한 공기의 영향으로 더 이상 발달하지 못했고, 결국 7월 5일 소멸하였다.

#### 제5호 열대폭풍 엘리다
제5호 열대폭풍 엘리다(Elida, 05E)는 같은 시간 활동중인 열대폭풍 더글라스의 영향에도 불구하고 더글라스의 동쪽에서 국제번호 05E를 받고 6월 30일 새로운 열대폭풍 엘리다(Elida)가 발생하였다. 초창기에는 윈드 시어가 감소하면서 점차 발달할 것으로 예상되었으나, 하층 순환 중심이 강한 대류와 동떨어져 7월 2일 오전에 저기압으로 약화되어 소멸하였다.

#### 제6호 열대폭풍 파우스토
제6호 열대폭풍 파우스토(Fausto, 06E)는 약하게 발달해 오래 지속되지 못한 열대폭풍이다. 7월 7일 발생하여 풍속이 35 노트에서 40 노트 사이를 왔다갔다 했으나, 건조한 공기의 유입으로 7월 8일 오후 열대저기압으로 약화되어 다음 날 소멸하였다.

#### 제7호 메이저 허리케인 제네비브
제 7호 메이저 허리케인 제너비브(Genevieve, 07E)는 7월 25일, 미국 국립 허리케인 센터(NHC)는 07E가 발생되었고, 열대폭풍 제너비브(Genevieve)라고 명명하였지만, 몇 시간 뒤 마지막 경고가 내려졌다. 이 렘넌트 저기압은 이틀동안 렘넌트 저기압 (Remnant low)으로 활동하다 다시 열대저기압으로 발달한다. 하지만 곧 다시 마지막 경고가 내려졌다가, 8월 2일 열대폭풍으로 재발달한다. 그렇게 열대저기압과 열대폭풍의 세력을 오가던 허리케인 제너비브가 8월 6일 갑자기 발달하기 시작하여 4등급 메이저 허리케인까지 발달한다. 그후 8월 7일 북서태평양으로 이동하여 태풍 제너비브가 되고 5등급 슈퍼태풍까지 발달하게 된다. 북서태평양에서의 최저기압은 915 hPa였다.

#### 제8호 허리케인 헤르난
제8호 허리케인 헤르난(Hernan, 08E)은 7월 26일 열대저기압으로 발달하고, 7월 28일 열대폭풍 헤르난 (Hernan)으로 명명되었다. 열대폭풍으로 발달한 뒤 24시간동안 열대폭풍으로 머물다가 그후 1등급 허리케인으로 발달하여 12시간동안 지속되었다. 그 후로 계속해서 약화되어 7월 29일 잔존 저기압 (Remnant 
of low)로 약화되었다.

#### 제9호 메이저 허리케인 이젤
제9호 메이저 허리케인 이젤(Iselle, 09E)는 7월 31일 바하 캘리포니아 남서쪽에서 형성되었으며, 계속해서 서진하였다. 메이저 허리케인 이젤은 국제시 8월 2일 3시에 1등급 허리케인으로 발달하고, 뚜렷한 눈이 포착되었다. 그후 국제시 8월 2일 21시에는 2등급 허리케인으로 발달하게 되었고, 8월 3일 국제시 15시에는 3등급 메이저 허리케인으로 발달하였고, 눈의 조직화는 더욱 뚜렷해졌다. 허리케인 이젤은 계속해서 발달하여 8월 4일 국제시 15시에는 4등급 메이저 허리케인까지 발달한다. 그후 계속해서 약화되어 8월 9일 소멸처리가 된다. 허리케인 이젤의 눈벽 근처의 기온은 -75°C까지 내려갔었다.

#### 제10호 메이저 허리케인 줄리오
제10호 메이저 허리케인 줄리오(Julio, 10E)는 국제시 8월 4일 3시에 열대저기압으로 격상되었으며, 6시간 뒤 열대폭풍 줄리오로 명명되었다. 국제시 8월 6일 마이크로파장 위성에서 눈이 포착되었고, 허리케인 줄리오는 1등급 허리케인으로 발달한다. 국제시 8월 7일 9시에는 뚜렷한 눈 구조를 보이며 2등급 허리케인으로 발달하고, 다음날 국제시 3일에는 3등급 메이저 허리케인까지 발달한다. 전성기를 맞이한 허리케인 줄리오는 계속해서 약화되어 8월 15일에 소멸된다.

#### 제11호 허리케인 카리나
제11호 허리케인 카리나 (Karina, 11E)는 8월 13일에 열대저기압 11E로 발생하였으며, 6시간 뒤 열대폭풍 카리나로 명명되었다. 열대폭풍 카리나는 서쪽으로 이동했고, 서진하면서 점차 허리케인급(≤Category 1)으로 발달했다. 12시간동안 1등급 허리케인을 활동하다가 쇠퇴하여 열대폭풍으로 약화하였다. 열대폭풍 카리나는 계속해서 서진하다 제 12호 열대폭풍 로웰(Lowell, 12E)과 후지와라 효과가 생겨서 급전향하여 남동진을 하다가 북동진을 하기 시작했다. 이때, 허리케인 카리나의 조직 상태가 나아져 다시 1등급 허리케인급이 되고 약 36시간동안 유지하였다. 열대폭풍 로웰이 비열대성 저기압(Post-Tropical Cyclone)으로 약화되었지만, 로웰의 잔해물과 다시 다가오는 메이저 허리케인(Major Hurricane) 마리의 영향으로 인하여 다시 후지와라 효과가 생겼고 카리나는 기존에 북동진을 예상했지만, 남동진을 하는 진로를 보이게 되었다. 허리케인 카리나는 8월 27일 비열대성 저기압으로 소멸되었다.

#### 제12호 허리케인 로웰
제12호 허리케인 로웰(Lowell, 12E)은 8월 17일 오전 바하 캘리포니아에서 남서쪽 1030km에서 열대저기압이 발생하였다. 그날 오후 열대저기압은 열대폭풍 로웰로 명명되고, 로웰은 순환장이 매우 넓어 조직화가 제대로 이루어지지 않았다. 8월 21일 오전, 로웰은 매우 거대한 눈을 가지게 되고 1등급 허리케인까지 발달했다 점차 쇠퇴하여 8월 24일 비열대성 저기압 (Post-Tropical Cyclone)으로 소멸되었다.

#### 제13호 메이저 허리케인 마리
제13호 메이저 허리케인 마리(Marie, 13E)는 8월 21일 매우 거대한 요란이 High급으로 발달하며, 8월 22일 열대저기압 13E로 발달하였고, 열대폭풍으로 발달하여 마리로 명명되었다. 마리는 약 24시간동안 열대폭풍급을 유지하고 그후 1등급 허리케인을 약 18시간동안 유지하다 6시간 뒤 2등급 허리케인으로 발달하였다. 2등급 허리케인으로 발달한 지 약 6시간 뒤 허리케인 마리는 급발달을 하여 4등급 메이저 허리케인까지 발달하였고, 4등급 달성 후 약 18시간 뒤 5등급 허리케인까지 발달하고, 중심기압 918 hPa로 2014년 11월 26일 전까지 2014년 열대성 저기압 시즌 중 1위 봉퐁(900 hPa), 공동 2위 할롱&제너비브(915 hPa) 다음으로 3위에 올라섰다. 허리케인 마리는 그후로 쇠퇴하여 8월 29일 소멸된다. 허리케인 마리는 2010년 허리케인 셀리아 이후로 북동태평양에서 발생한 5등급 허리케인이다.

#### 제14호 메이저 허리케인 노버트
제14호 열대폭풍 노버트(Norbert, 14E)는 9월 2일에 명명되었으며, 북동진을 하다가 점차 서진을 하게 되었다. 그러다 점차 북서진을 하면서 1등급 허리케인으로 발달하며, 48시간동안 유지하였다. 그후 2등급 허리케인으로 발달하고 6시간 후 3등급 메이저 허리케인까지 발달하여 12시간동안 유지하였다. 하지만, 점차 쇠퇴하여 24시간만에 열대폭풍으로 약화되고 9월 8일 비열대성 저기압으로 약화되었다.

#### 제15호 메이저 허리케인 오딜
제15호 메이저 허리케인 오딜(Odile, 15E)는 9월 10일 발생되어, 느린 속도로 북서진을 하였다. 1등급으로 격상된 뒤부터는 점차 이동속도가 붙기 시작했으며, 1등급에 달성한 지 24시간 뒤에 3등급 허리케인까지 발달하였다. 그 후 6시간 뒤 4등급 허리케인으로 발달하여 멕시코에 큰 영향을 끼쳤다. 그렇게 전성기를 맞이하고 12시간 뒤 쇠퇴하기 시작하여 3등급의 세력으로 캘리포니아 반도에 상륙하였고, 열대폭풍으로 약화되어 48시간동안 이동하다 9월 17일 소멸하였다.

### 중태평양

#### 제1호 열대폭풍 왈리
2014년 중태평양 제 1호 열대폭풍 왈리(Wali, 01C)는 하와이 남동쪽 먼 해상에서 7월 17일 발생하였다. 열대폭풍으로 지정된 이후 약간 발달하였으나, 강한 윈드 시어의 영향으로 점차 약화되어 7월 19일 저기압으로 약화되었다.

## 같이 보기
- 2014년 북대서양 허리케인
- 2014년 태풍
- 2014~2015년 남태평양 사이클론
- 2014년 북인도양 사이클론